# 亞瑟神劍
亞瑟神劍（日語：クラレント），是日本純種競賽馬匹，生涯活躍於一哩賽事，曾勝出每日盃兩歲錦標、富士錦標、東京新聞盃、葉森盃、關屋紀念及京成盃秋季讓賽，亦曾在NHK一哩賽及安田紀念跑獲季軍。同時，勝出五項1600米分級賽亦為日本紀錄。

## 出賽前
2009年3月2日出生於北海道新冠町North Hills Management（今North Hills），所有權歸於牧場管理人前田晉二旗下。
其後交由栗東訓練中心練馬師橋口弘次郎訓練。

## 競賽生涯

### 2歲
2011年7月16日出戰京都競馬場2歲新馬戰，本次比賽留守約莫第九附近的位置下，在直路想順利從中檔突圍而出，最終取得首勝。
其後隨即挑戰二級賽每日盃兩歲錦標，比賽初段稍為前置於第六的位置推進，在通過彎道時候開始有所動作上前取位。進入直路後，其春速展開加速並超越大部份對手，最終以1/2馬位優勢取得首個分級賽勝利。
1個月後增程出戰東京體育盃兩歲錦標，然而賽前擺脱控制並圍繞跑道奔跑若2圈的距離。雖然經過檢查後並無大礙得以繼續出戰，但受到體力消耗下最終以第十三慘敗。
年末選擇以朝日盃未來錦標作為目標，一直維持在中後方位置下在直路未能施展加速力，僅維持較為均速的姿態，最終以第七落敗。

### 3歲
2012年首戰為彌生賞，本次比賽採用後上戰術下一直等待時機，但未能適應2000米途程下在直路想經已耗盡體力未能上前，最終以第十二大敗。
5月決定重返一哩戰線並出戰NHK一哩賽，但於賽前因為最近的連敗而僅取得第十五人氣的評價。比賽開始後，其仍然以平穩的速度進佔中團的位置，在途中一直以穩定的節奏行進。進入直路後，其迅速在中外檔位置展開加速從馬群之中衝出，雖然未能對前方的機伶獵駒及阿爾菲多造成威脅，但仍然能以第三的戰績扭轉賽前的評價。
3星期後再度進發挑戰東京優駿（日本打吡），本次比賽採取先行策略但未能堅持到底，在直路大幅失速下最終以第十五大敗。
進入秋季，其以公開賽港灣人工島錦標作為起動戰，保持在中團位置推進但在最終無法順利加速，僅跑獲第八的戰績。
10月20日出戰富士錦標，比賽初段仍然採用慣常的居中戰術，在彎道處逐步發力下進佔有利位置。進入直路後，其迅速在所在位置爬升至前方並蠶食對手，同時一直壓制在身後一同衝刺的終極態況，最終以1/2馬位優勢戰勝對手取得勝利。
然而在當時富士錦標未有優先出賽權的情況下，其累積獎金不足以出戰一哩冠軍賽，因而轉戰公開賽首都錦標，但在最終以第四落敗，在年末以阪神盃作為收官之戰亦僅跑獲第五。

### 4歲
2013年首戰為東京新聞盃，在先頭第五的位置推進下逐步取得良好的位置，在直路繼續加速下成功超越先頭部隊之中的赤劍及凱旋曲，最終亦能阻止大和佳駿的追擊取得勝利。
4月21日以讀賣盃作為下一戰，但一直在第八的位置下未能於直路迅速上前，最終亦以第八落敗。
其後因未能出戰安田紀念，選擇以1星期後的葉森盃作為目標。比賽開始後，其主動上前進佔先頭位置，在比賽途中順應步速跟隨領放馬Suzu Jupiter前進。進入直路後，其順利超越失速的對手取得領先，繼續保持優秀的走勢下最終成功阻止一路通的攻勢，以鼻位差距壓贏對手取得第三個分級賽冠軍。
進入秋季後，其以每日王冠作為熱身戰，採用領放戰術下一直在最前方位置展開推進，可惜在直路上未能全力衝刺維持自身的優勢，最終敗於榮進閃耀及一路通取得第三。
11月繼續出戰一哩冠軍賽，但在先頭位置起步下在直路上不斷後退，最終以第十一的戰績落敗。
年末，其和上年度一樣再度以阪神盃作為收官之戰，在先頭部隊之中展開推進下一直以平穩的節奏行進，雖然在直路上嘗試加速迫近對手，但始終被實際影響及禮貌周到壓制下最終取得第三。

### 5歲
2014年首戰仍然為東京新聞盃，本次比賽繼續選擇先行戰術一直推進，但在直路上被衝出的捕鯨之旅及百戰雄心超越下未能重新提速，最終敗於兩名對手蹄下以第三落敗。
5月17日選擇出戰京王盃春季盃，比賽初段留守先頭第四的位置推進，在彎道處開始發力下進佔不俗的位置，可惜在直路上一直未能對前方透出的赤劍造成足夠的威脅，最終被對手拉開落敗。
其後出戰安田紀念未能保持水準以第十大敗，夏季首戰中京紀念亦取得第八的戰績。
8月17日前往新潟競馬場出戰關屋紀念，保持在中團靠前位置推進下在直路處開始提速，最終在超長直路上不斷向前奔襲，以1/2馬位戰勝碧海銀鯊取勝。
1個月後出戰京成盃秋季讓賽，選擇前置戰術下保持在領放馬Tagano Burg後方，在直路上順利透出之下繼續加速衝刺，最終成功克服58公斤的較高負磅阻止對手的追擊取得勝利，同時成為夏季一哩系列賽冠軍。
然而秋季出戰一哩冠軍賽時在直路後勁不繼失速跑獲第十六，年末的阪神盃亦以第十五慘敗。

### 6歲
2015年年初仍然未能扭轉低迷的狀態，在打吡公爵挑戰盃及讀賣盃中分別以第六及第十完賽。
6月7日出戰安田紀念，在先頭部隊之中徐徐行進下在直路初段展現不速的反應，開始加速下跑出良好的末腳速度，最終僅敗於滿樂時及萬千里爆冷取得第三。
進入秋季，其表現重新會落並開始浮沉，於每日王冠、秋季天皇賞、金鯱賞及阪神盃中分別以第八、第六、第五及第十落敗。

### 7歲
2016年年初，因練馬師橋口弘次郎到達退休年齡，因而亞瑟神劍交由其子橋口慎介訓練。
4月3日在年度首戰打吡公爵挑戰盃中以第十四大敗，雖然其後於讀賣盃重拾表現跑獲第三，但6月出戰大目標安田紀念再度以第八的戰績完賽。
入秋後，其繼續挑戰一哩戰線，但表現始終平平無一獲勝，最佳戰績為於每日王冠跑獲第十。

### 8歲
2017年仍然現役，在首戰打吡公爵挑戰盃取得第十後前往京王盃春季盃。比賽開始後，其迅速搶前保持在第三、四附近的位置展開推進，在途中一直跟隨節奏行走。進入直路後，其順利加速透出直迫前方甚至一度取得領先，但最終仍然被勢頭更猛的彎刀赤駿趕過以第二落敗。
6月再度挑戰安田紀念，但處於中團位置未能突圍下一直以均速前進，最終僅跑獲第九。
賽後，其亦被檢查出右前腳出現肌腱炎，陣營考慮其年齡後，決定安排其退役。

### 詳細賽績
| 日期       | 舉辦國家 | 馬場 | 距離   | 級別 | 賽事名稱           | 負重 | 騎師     | 馬號 | 出馬 | 名次 | 時間   | 頭馬（二馬）    |
| ---------- | -------- | ---- | ------ | ---- | ------------------ | ---- | -------- | ---- | ---- | ---- | ------ | --------------- |
| 16/7/2011  | 日本     | 京都 | 草1400 |      | 2歲新馬            | 54   | 小牧太   | 13   | 4    | 1    | 1:22.3 | （突發風暴）    |
| 15/10/2011 | 日本     | 京都 | 草1600 | GII  | 每日盃兩歲錦標     | 55   | 小牧太   | 12   | 1    | 1    | 1:34.9 | （Dahlonega）   |
| 19/11/2011 | 日本     | 東京 | 草1800 | GIII | 東京體育盃兩歲錦標 | 55   | 小牧太   | 15   | 1    | 13   | 1:54.9 | 華麗輝煌        |
| 18/12/2011 | 日本     | 中山 | 草1600 | GI   | 朝日盃未來錦標     | 55   | 小牧太   | 16   | 7    | 7    | 1:34.1 | 阿爾菲多        |
| 4/3/2012   | 日本     | 中山 | 草2000 | GII  | 彌生賞             | 56   | 小牧太   | 15   | 13   | 12   | 2:04.7 | 宇宙英雄        |
| 6/5/2012   | 日本     | 東京 | 草1600 | GI   | NHK一哩賽          | 57   | 小牧太   | 18   | 12   | 3    | 1:35.1 | 機伶獵駒        |
| 27/5/2012  | 日本     | 東京 | 草2400 | GI   | 東京優駿           | 57   | 小牧太   | 18   | 13   | 15   | 2:25.6 | 華麗輝煌        |
| 1/10/2012  | 日本     | 阪神 | 草1600 | OP   | 港灣人工島錦標     | 54   | 小牧太   | 18   | 1    | 8    | 1:33.7 | 橄欖石          |
| 20/10/2012 | 日本     | 東京 | 草1600 | GIII | 富士錦標           | 54   | 岩田康誠 | 18   | 18   | 1    | 1:32.4 | （終極態況）    |
| 25/11/2012 | 日本     | 東京 | 草1600 | OP   | 首都錦標           | 56   | 岩田康誠 | 18   | 13   | 4    | 1:32.3 | Yamanin Whisker |
| 24/12/2012 | 日本     | 阪神 | 草1400 | GII  | 阪神盃             | 56   | 岩田康誠 | 18   | 11   | 5    | 1:21.3 | 聖卡羅          |
| 3/2/2013   | 日本     | 東京 | 草1600 | GIII | 東京新聞盃         | 56   | 岩田康誠 | 16   | 5    | 1    | 1:32.9 | （大和佳駿）    |
| 21/4/2013  | 日本     | 阪神 | 草1600 | GII  | 讀賣盃             | 56   | 岩田康誠 | 18   | 2    | 8    | 1:32.9 | 大賽波士        |
| 9/6/2013   | 日本     | 東京 | 草1800 | GIII | 葉森盃             | 56   | 岩田康誠 | 14   | 3    | 1    | 1:45.7 | （一路通）      |
| 6/10/2013  | 日本     | 東京 | 草1800 | GII  | 每日王冠           | 56   | 川田將雅 | 11   | 7    | 3    | 1:46.8 | 榮進閃耀        |
| 17/11/2013 | 日本     | 京都 | 草1600 | GI   | 一哩冠軍賽         | 57   | 川田將雅 | 18   | 12   | 11   | 1:33.3 | 太陽神驥        |
| 23/12/2013 | 日本     | 阪神 | 草1400 | GII  | 阪神盃             | 57   | 川田將雅 | 18   | 7    | 3    | 1:21.5 | 實際影響        |
| 17/2/2014  | 日本     | 東京 | 草1600 | GIII | 東京新聞盃         | 57   | 川田將雅 | 14   | 12   | 3    | 1:33.4 | 捕鯨之旅        |
| 17/5/2014  | 日本     | 東京 | 草1400 | GII  | 京王盃春季盃       | 56   | 川田將雅 | 15   | 10   | 2    | 1:19.9 | 赤劍            |
| 8/6/2014   | 日本     | 東京 | 草1600 | GI   | 安田紀念           | 58   | 川田將雅 | 17   | 14   | 10   | 1:38.0 | 一路通          |
| 27/7/2014  | 日本     | 中京 | 草1600 | GIII | 中京紀念           | 57.5 | 小牧太   | 16   | 1    | 8    | 1:37.7 | 瑞士名錶        |
| 17/8/2014  | 日本     | 新潟 | 草1600 | GIII | 關屋紀念           | 57   | 田邊裕信 | 16   | 13   | 1    | 1:32.5 | （碧海銀鯊）    |
| 14/9/2014  | 日本     | 新潟 | 草1600 | GIII | 京成盃秋季讓賽     | 58   | 田邊裕信 | 15   | 3    | 1    | 1:33.3 | （創前路）      |
| 23/11/2014 | 日本     | 京都 | 草1600 | GI   | 一哩冠軍賽         | 57   | 田邊裕信 | 17   | 11   | 15   | 1:33.1 | 碧海銀鯊        |
| 27/12/2014 | 日本     | 阪神 | 草1400 | GII  | 阪神盃             | 57   | 田邊裕信 | 18   | 16   | 14   | 1:21.4 | 實際影響        |
| 5/4/2015   | 日本     | 中山 | 草1600 | GIII | 打吡公爵挑戰盃     | 58.5 | 勝浦正樹 | 16   | 16   | 6    | 1:33.0 | 滿樂時          |
| 26/4/2015  | 日本     | 京都 | 草1600 | GII  | 讀賣盃             | 56   | 幸英明   | 18   | 18   | 10   | 1:33.2 | 天行赤駿        |
| 7/6/2015   | 日本     | 東京 | 草1600 | GI   | 安田紀念           | 58   | 田邊裕信 | 17   | 12   | 3    | 1:32.2 | 滿樂時          |
| 11/10/2015 | 日本     | 東京 | 草1800 | GII  | 每日王冠           | 56   | 三浦皇成 | 13   | 3    | 8    | 1:46.3 | 榮進之光        |
| 1/11/2015  | 日本     | 東京 | 草2000 | GI   | 秋季天皇賞         | 58   | 田邊裕信 | 18   | 5    | 6    | 1:58.8 | 朗日清天        |
| 5/12/2015  | 日本     | 中京 | 草2000 | GII  | 金鯱賞             | 56   | 田邊裕信 | 12   | 12   | 5    | 1:59.1 | Mitra           |
| 26/12/2015 | 日本     | 阪神 | 草1400 | GII  | 阪神盃             | 57   | 內田博幸 | 17   | 14   | 10   | 1:22.2 | 野薔薇          |
| 3/4/2016   | 日本     | 中山 | 草1600 | GIII | 打吡公爵挑戰盃     | 58   | 松山弘平 | 16   | 4    | 14   | 1:34.0 | 日暮天藍        |
| 24/4/2016  | 日本     | 京都 | 草1600 | GII  | 讀賣盃             | 56   | 小牧太   | 15   | 4    | 3    | 1:32.7 | 賢者            |
| 5/6/2016   | 日本     | 東京 | 草1600 | GI   | 安田紀念           | 58   | 小牧太   | 12   | 1    | 8    | 1:33.5 | 標誌名駒        |
| 9/10/2016  | 日本     | 東京 | 草1800 | GII  | 每日王冠           | 56   | 小牧太   | 12   | 3    | 10   | 1:47.8 | 薑味烈酒        |
| 30/10/2016 | 日本     | 東京 | 草2000 | GI   | 秋季天皇賞         | 58   | 內田博幸 | 15   | 2    | 11   | 2:00.6 | 滿樂時          |
| 20/11/2016 | 日本     | 京都 | 草1600 | GI   | 一哩冠軍賽         | 57   | 岩田康誠 | 18   | 14   | 11   | 1:33.8 | 覓奇島          |
| 1/4/2017   | 日本     | 中山 | 草1600 | GIII | 打吡公爵挑戰盃     | 57.5 | 岩田康誠 | 16   | 16   | 10   | 1:35.4 | 火聖杯          |
| 13/5/2017  | 日本     | 東京 | 草1400 | GII  | 京王盃春季盃       | 56   | 岩田康誠 | 13   | 12   | 2    | 1:23.3 | 彎刀赤駿        |
| 4/6/2017   | 日本     | 東京 | 草1600 | GI   | 安田紀念           | 58   | 岩田康誠 | 18   | 10   | 9    | 1:31.9 | 神燈光照        |

## 退役後
退役後，亞瑟神劍未有入種，而是於千葉縣芝山町奧林匹克俱樂部休養，在2017年作為乘騎馬使用。

## 血統簡介
父系夜舞爲日本賽駒，生涯戰績優秀，曾勝出一級賽菊花賞。祖父週日寧靜是美國三冠賽雙冠馬，退役後在日本配種，在日本馬壇相當成功，贏得多項分級賽事，其子嗣贏得巨額獎金，連續12年成為日本冠軍種馬。
母系Erimo Pixy為日本賽駒，生涯戰績不俗，為公開賽馬，亦曾於愛知盃、京都牝馬錦標、福島牝馬錦標等賽事跑獲季軍。外祖父勇舞爲美國生產的英國賽駒，生涯僅得一敗，曾於1986年奪得凱旋門大賽冠軍，被譽爲1980年代歐洲最強賽駒。

### 亞瑟神劍
| 父線：週日寧靜系（Halo系）         |                                  |                 |                 |
| 種馬 夜舞 1993年（棗色）           | 週日寧靜 1986年（棕色）          | Halo            | Hail to Reason  |
| 種馬 夜舞 1993年（棗色）           | 週日寧靜 1986年（棕色）          | Halo            | Cosmah          |
| 種馬 夜舞 1993年（棗色）           | 週日寧靜 1986年（棕色）          | Wishing Well    | Understanding   |
| 種馬 夜舞 1993年（棗色）           | 週日寧靜 1986年（棕色）          | Wishing Well    | Mountain Flower |
| 種馬 夜舞 1993年（棗色）           | Dancing Key 1983年（棗色）       | 尼真斯基        | 北地舞人        |
| 種馬 夜舞 1993年（棗色）           | Dancing Key 1983年（棗色）       | 尼真斯基        | Flaming Page    |
| 種馬 夜舞 1993年（棗色）           | Dancing Key 1983年（棗色）       | Key Partner     | Key to the Mint |
| 種馬 夜舞 1993年（棗色）           | Dancing Key 1983年（棗色）       | Key Partner     | Native Partner  |
| 繁殖雌馬 Erimo Pixy 1998年（棗色） | 勇舞 1983年（棗色）              | 利法爾          | 北地舞人        |
| 繁殖雌馬 Erimo Pixy 1998年（棗色） | 勇舞 1983年（棗色）              | 利法爾          | Goofed          |
| 繁殖雌馬 Erimo Pixy 1998年（棗色） | 勇舞 1983年（棗色）              | Navajo Princess | Drone           |
| 繁殖雌馬 Erimo Pixy 1998年（棗色） | 勇舞 1983年（棗色）              | Navajo Princess | Olmec           |
| 繁殖雌馬 Erimo Pixy 1998年（棗色） | Erimo Shootting 1984年（深棗色） | Tesco Boy       | Princely Gift   |
| 繁殖雌馬 Erimo Pixy 1998年（棗色） | Erimo Shootting 1984年（深棗色） | Tesco Boy       | Suncourt        |
| 繁殖雌馬 Erimo Pixy 1998年（棗色） | Erimo Shootting 1984年（深棗色） | Depgleef        | Vaguely Noble   |
| 繁殖雌馬 Erimo Pixy 1998年（棗色） | Erimo Shootting 1984年（深棗色） | Depgleef        | Depth           |
| 雌系：Depgleef系（號族：9-f）      |                                  |                 |                 |
| 五代內近親交配：北地舞人 4×4       |                                  |                 |                 |

## 命名由來
名字Clarente（クラレント）出自愛爾蘭神話中，雅打王使用的其中一把寶劍，香港採用「亞瑟神劍」作為翻譯。

## 外部連結
- 亞瑟神劍 netkeiba.com
- 血統表